# Silvanus castaneus
Silvanus castaneus is een keversoort uit de familie spitshalskevers (Silvanidae). De wetenschappelijke naam van de soort werd in 1873 gepubliceerd door MacLeay.